# Metallurg Bekobod
Metallurg Bekobod (russisch Металлург Бекабад) ist ein Fußballklub aus der usbekischen Stadt Bekobod. Der Verein spielt derzeit in der höchsten Spielklasse von Usbekistan, der Usbekistan Super League.
Gegründet wurde der Verein 1945. Der größte Erfolg in der Vereinsgeschichte war bisher der zweimalige Gewinn des Usbekischen Pokals in der Sowjetzeit 1985 und 1990. Erst 1997 gelang der Aufstieg in die höchste Usbekische Fußballliga, in der man bis heute ununterbrochen spielt. Bis 2007 kämpfte der Verein meist erfolgreich, wenn auch meist knapp gegen den Abstieg. 2007 ließ sich jedoch der sportliche Abstieg nicht vermeiden. Aufgrund finanzieller Probleme anderer Vereine konnte man dennoch in der Liga verbleiben. Die bisher beste Platzierung zu Ende einer Saison gelang 2002 mit einem fünften Platz.

## Erfolge
- Usbekischer Pokalsieger:  1985, 1990[1]

- Usbekischer Zweitligavizemeister: 1997  ▲

## Stadion
Seine Heimspiele trägt der Club im 2012 modernisierten und 15.000 Zuschauer fassenden Metallurg-Bekobod-Stadion aus.